# Hans Wijers
Gerardus Johannes (Hans) Wijers (Oostburg, 11 januari 1951) is een Nederlands bestuurder en voormalig politicus. Van mei 2003 tot mei 2012 was hij de bestuursvoorzitter van het chemieconcern AkzoNobel. Hij was van 1994 tot 1998 minister van Economische Zaken voor D66 in het eerste kabinet-Kok. In 1996 was hij enkele weken minister van Financiën als invaller voor Gerrit Zalm, die wegens ziekte tijdelijk zijn functie niet kon bekleden.

## Carrière
Na de HBS studeerde Wijers economie aan de Rijksuniversiteit Groningen, waar hij in 1976 Cum Laude zijn doctoraalexamen haalde. Hij vertrok daarna naar de vakgroep Economie van de Erasmus Universiteit in Rotterdam, waar hij universitair docent werd en in 1982 promoveerde, op een onderwerp in de economie. Zijn proefschrift ging over een onderzoek naar industriepolitiek. Van 1982 tot 1984 was Wijers werkzaam als ambtenaar bij het ministerie van Sociale Zaken en Werkgelegenheid en het ministerie van Economische Zaken. Daarna begon hij een carrière als organisatieadviseur, onder meer bij bureau Horringa en De Koning, dat later onderdeel werd van The Boston Consulting Group.
Wijers, sinds 1976 lid van D66, werd in 1994 door D66-voorman Hans van Mierlo gepolst voor een ministerspost in het kabinet-Kok I. Als minister van Economische Zaken was hij onder meer verantwoordelijk voor een verruiming van de Winkeltijdenwet en voor het tot stand komen van de eerste Mededingingswet, waardoor de Nederlandse Mededingingsautoriteit in het leven werd geroepen. Een belangrijke gebeurtenis in zijn ministerschap was het faillissement van de vliegtuigfabriek Fokker in maart 1996. Toen Wijers vanwege het ontbreken van een duidelijk toekomstperspectief verdere staatssteun weigerde, trok het Duitse moederconcern DASA zijn handen van Fokker af.
Tegen het einde van de kabinetsperiode had Hans van Mierlo besloten zich niet herkiesbaar te stellen. De partijtop oefende tevergeefs sterke druk uit op de populaire Wijers om de lijst van D66 te gaan trekken. Toen na de verkiezingen in 1998 het tweede paarse kabinet, kabinet-Kok II, werd gevormd, gaf Wijers te kennen geen belangstelling te hebben voor een tweede termijn.
Wijers pakte in 1999 zijn oude beroep van consultant weer op: hij werd senior partner en Chairman van de Nederlandse vestiging van het adviesbureau The Boston Consulting Group.
In juli 2002 werd hij lid van de Raad van Bestuur van Akzo Nobel NV en op 1 mei 2003 werd hij voorzitter van de Raad van Bestuur. Hij volgde hiermee Kees van Lede op. Onder Wijers' leiding werd in 2007 de farmacietak van Organon afgestoten en vond er een overname plaats van het Britse ICI. AkzoNobel legde zich meer toe op verf en chemie. Eind april 2012 besloot hij af te treden als bestuursvoorzitter. Hij werd opgevolgd door Ton Büchner.
Wijers was van januari 2009 tot mei 2018 niet-uitvoerend bestuurder bij Royal Dutch Shell waar hij later tevens vicevoorzitter werd. Zijn opvolger werd Gerard Kleisterlee. Hij is verder president-commissaris (voorzitter van de raad van commissarissen) bij Heineken, hij werkt daar op het hoofdkantoor, en commissaris bij HAL Holding NV. Daarnaast was hij van 2011 tot 2019 voorzitter van de Vereniging Natuurmonumenten en is sinds 2015 voorzitter van de Raad van Commissarissen van het Koninklijk Concertgebouw N.V.
Hij was in 2010 voorzitter van de jury van de Libris Literatuur Prijs en in 2013 voorzitter van het Nationaal Comité Inhuldiging voor Koning Willem-Alexander der Nederlanden.
Wijers is als opvolger van Jeroen van der Veer president-commissaris bij ING, waar hij het beloningendebacle ten aanzien van Ralph Hamers en de witwasaffaire met de daaropvolgende boete van 775 miljoen euro het hoofd moest zien te bieden. Op 23 april 2019 werd hem, samen met de andere commissarissen, tijdens de aandeelhoudersvergadering van ING geen decharge verleend. Hij was hierover zeer teleurgesteld.
Eerder was hij president-commissaris bij voetbalclub Ajax waar hij interne problemen moest zien op te lossen. Zijn visie op 'collectief falen' kwam hem op publiekelijke kritiek te staan van Johan Cruijff.

## Privésituatie
Wijers is samenwonend en heeft twee kinderen.